# Ixora schomburgkiana
Ixora schomburgkiana är en måreväxtart som beskrevs av George Bentham. Ixora schomburgkiana ingår i släktet Ixora och familjen måreväxter. Inga underarter finns listade i Catalogue of Life.